# Franz Doppler
Albert Franz Doppler (Lviv, Imperi Austríac, 16 d'octubre de 1821 - Baden bei Wien, Àustria, 27 de juliol de 1883) fou un flautista i compositor polonès. De 1828 a 1831 estudià la flauta, i quan contava vint-i-un anys emprengué un viatge amb el seu germà Carles, fent-se aplaudir de tots els públics. Va escriure les òperes: El comte Benjowski (1847); Ilka (1849), Vanda (1851), Els dos hússars (1853), Alexandre Stradella, Judith.
El seu germà Carles, (1825-1900), també fou un flautista distingit, i va compondre, a més de diverses obres per aquest instrument, les òperes: El camp dels granaders (1852); El fill del desert (1854), la qual tingué un gran èxit.
També el seu nebot Árpád Doppler (1857-1927) fou un músic excel·lent.